# Graeme Rootham
Graeme Rootham (Graeme Lindsay Rootham; * 7. März 1948) ist ein ehemaliger australischer Mittelstreckenläufer, der sich auf die 800-Meter-Distanz spezialisiert hatte.
1972 schied er bei den Olympischen Spielen in München im Vorlauf aus, und 1974 erreichte er bei den British Commonwealth Games in Christchurch das Halbfinale.
1971, 1972 (mit seiner persönlichen Bestzeit von 1:46,5 min) und 1973 wurde er Australischer Meister.